# Джибуті (місто)
Джибу́ті (араб. جيبوتي; сом. Jabuuti; фр. Ville de Djibouti) — столиця та найбільше місто східно-африканської держави Джибуті.

## Географія

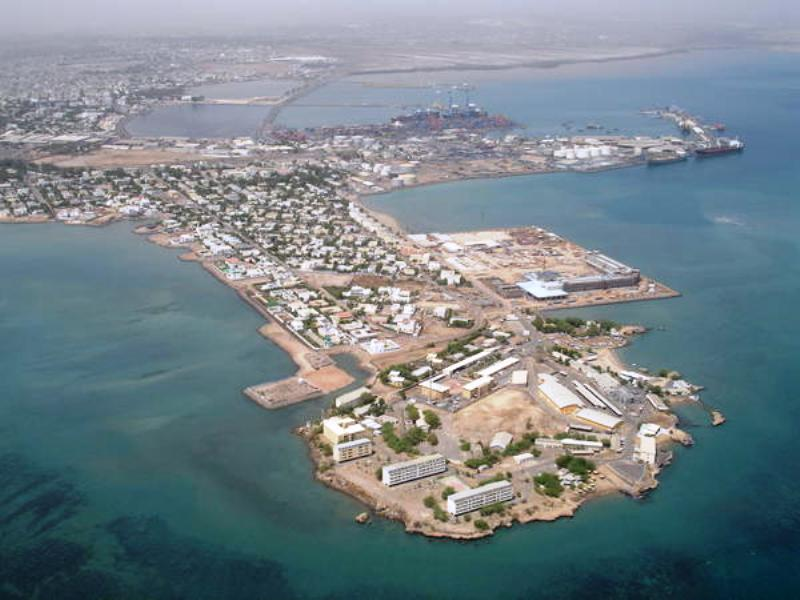

Джибуті знаходиться на Африканському Розі, біля входу в затоку Таджура Аденської затоки, на південь від Баб-ель-Мандебської протоки. 
Місто розташоване у східній частині Джибуті, за 21 км. на північний захід від кордону Сомаліленду.
Джибуті поділяється на дві частини — порт на півостровах Марабут та Херон і торговельні, ділові й житлові квартали. 

## Клімат
Місто знаходиться у зоні, котра характеризується кліматом тропічних пустель, де дуже спекотне бездощове літо та теплою зимою. 
Більшість річних опадів випадає у період з жовтня по травень.
Найтепліший місяць — липень із середньою температурою 35,6 °C (96 °F). Найхолодніший місяць — січень, із середньою температурою 25,6 °С (78 °F).
| Клімат Джибуті          | Клімат Джибуті | Клімат Джибуті | Клімат Джибуті | Клімат Джибуті | Клімат Джибуті | Клімат Джибуті | Клімат Джибуті | Клімат Джибуті | Клімат Джибуті | Клімат Джибуті | Клімат Джибуті | Клімат Джибуті | Клімат Джибуті |
| Показник                | Січ.           | Лют.           | Бер.           | Квіт.          | Трав.          | Черв.          | Лип.           | Серп.          | Вер.           | Жовт.          | Лист.          | Груд.          | Рік            |
| Абсолютний максимум, °C | 31             | 32             | 33             | 36             | 42             | 45             | 46             | 45             | 45             | 37             | 35             | 31             | 46             |
| Середній максимум, °C   | 27             | 27             | 28             | 30             | 33             | 36             | 38             | 38             | 35             | 31             | 29             | 27             | 32             |
| Середня температура, °C | 25             | 26             | 27             | 28             | 31             | 34             | 35             | 35             | 32             | 30             | 27             | 26             | 30             |
| Середній мінімум, °C    | 23             | 24             | 25             | 27             | 29             | 31             | 32             | 32             | 31             | 27             | 25             | 23             | 28             |
| Абсолютний мінімум, °C  | 16             | 18             | 18             | 21             | 21             | 25             | 27             | 27             | 23             | 18             | 17             | 17             | 16             |
| Днів з опадами          | 2              | 2              | 2              | 2              | 1              | 0              | 0              | 1              | 1              | 1              | 2              | 3              | 17             |
| Днів з дощем            | 2              | 2              | 2              | 2              | 1              | 0              | 0              | 1              | 1              | 1              | 2              | 3              | 17             |
| ----------------------- | -------------- | -------------- | -------------- | -------------- | -------------- | -------------- | -------------- | -------------- | -------------- | -------------- | -------------- | -------------- | -------------- |
| Джерело: Weatherbase    |                |                |                |                |                |                |                |                |                |                |                |                |                |

## Історія
Місто було засновано 1888 року, а 1892 року отримало статус адміністративного центру колонії Французький Берег Сомалі. З 1977 року Джибуті — столиця незалежної однойменної держави. 

## Населення
Населення міста — 603,900 мешканців  (2018) (понад 50 % населення країни).
Найбільшою етнічною групою міста є сомалійці, другою за чисельністю є афари, обидві ці народи належать до кушитів.

## Економіка
Місто Джибуті є великим портом в Аденській затоці. Більшість компаній країни мають свої штаб-квартири в місті Джибуті.
Економіка міста переважно базується на експорті ефіопських товарів (порт обслуговує понад половину зовнішньоторговельних операцій Ефіопії), а також на сервісному обслуговуванні й заправці кораблів, що проходять по Червоному морю. 
Крім того, тут працює безліч фірм що займаються експортом кави, шкіри й солі. 

## Транспорт
Джибуті є великим транспортним вузлом, який обслуговується розгалуженою мережею громадського транспорту. 
Порт Джибуті є одним із найбільших та найзавантаженіших морських портів у регіоні.
У місті є міжнародний аеропорт (Міжнародний аеропорт Джибуті-Амбулі, англ. Djibouti-Ambouli International Airport).

## Пам'ятки архітектури
На березі океану розташований збудований у неомавританскому стилі президентський палац, але більшість будинків міста мають типові риси колоніального стилю.

## Світлини

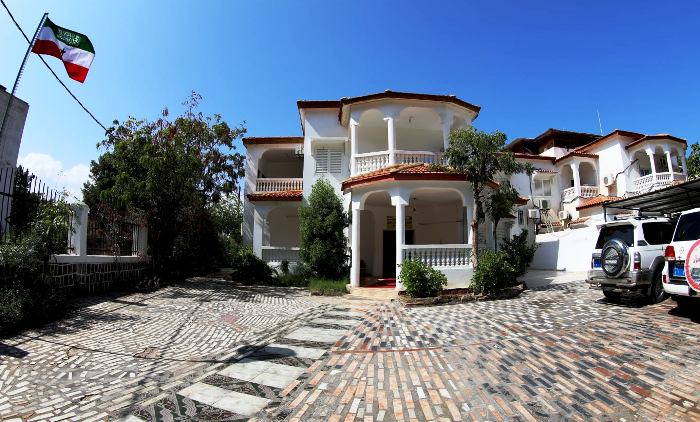
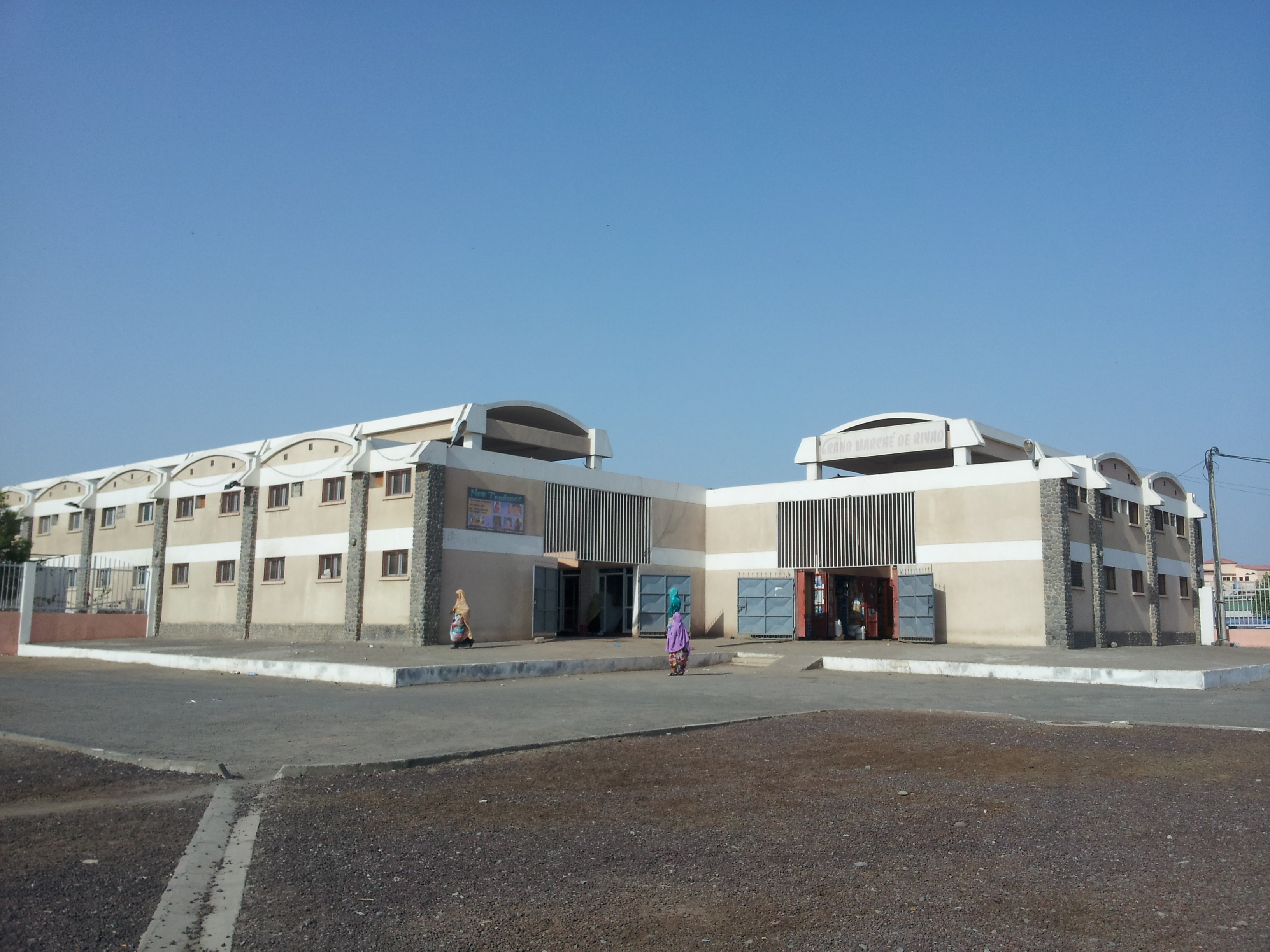
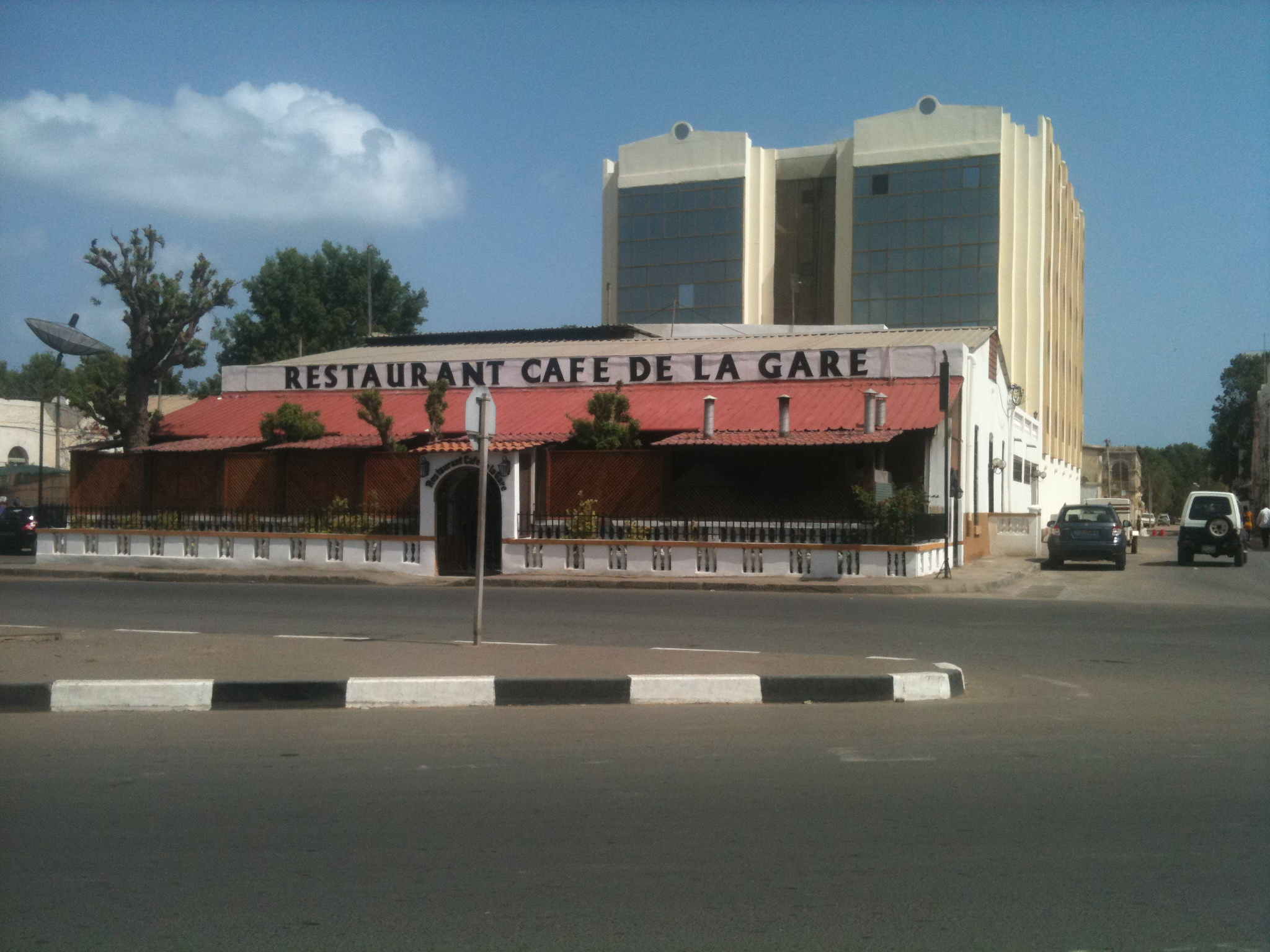
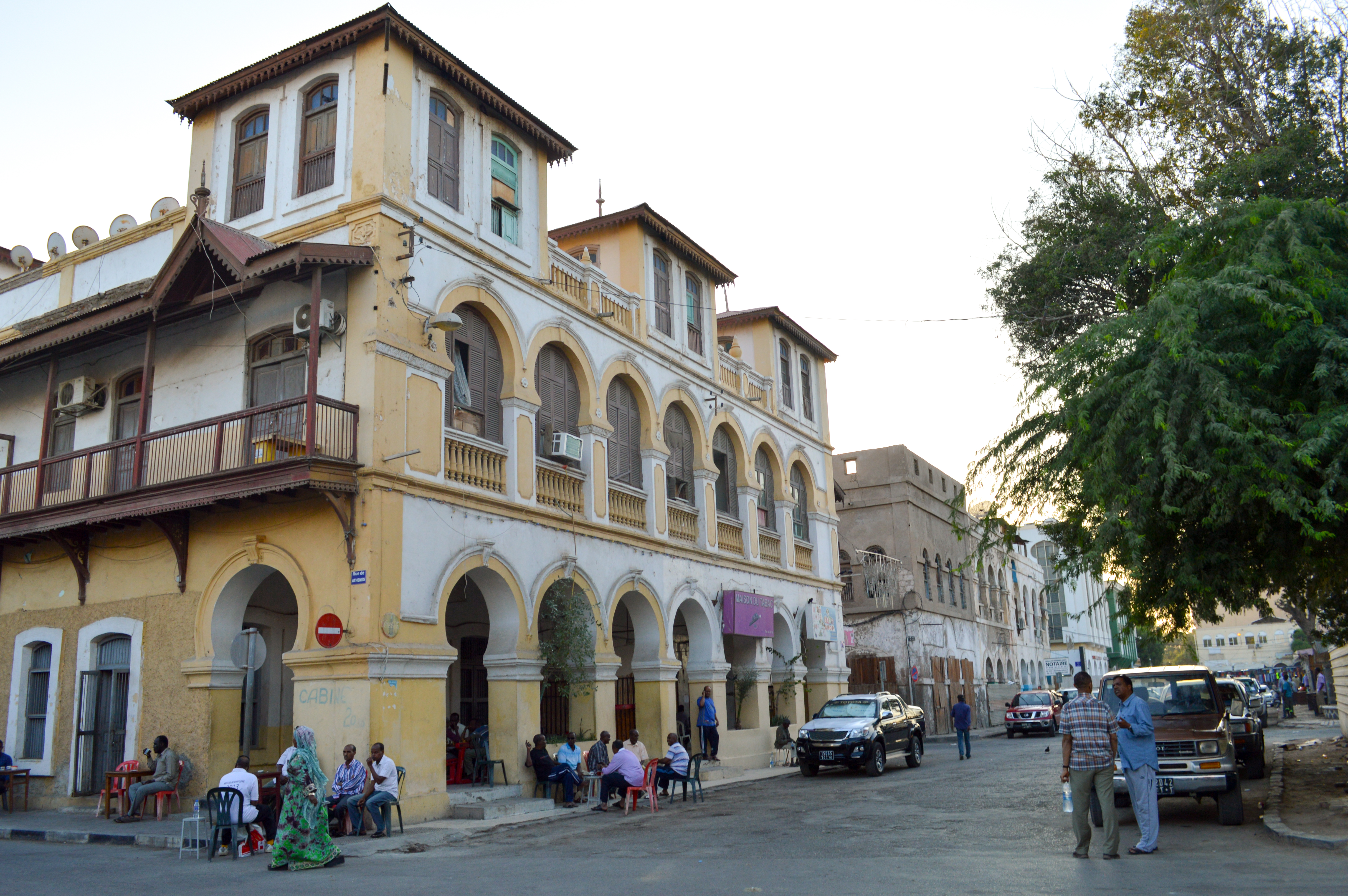
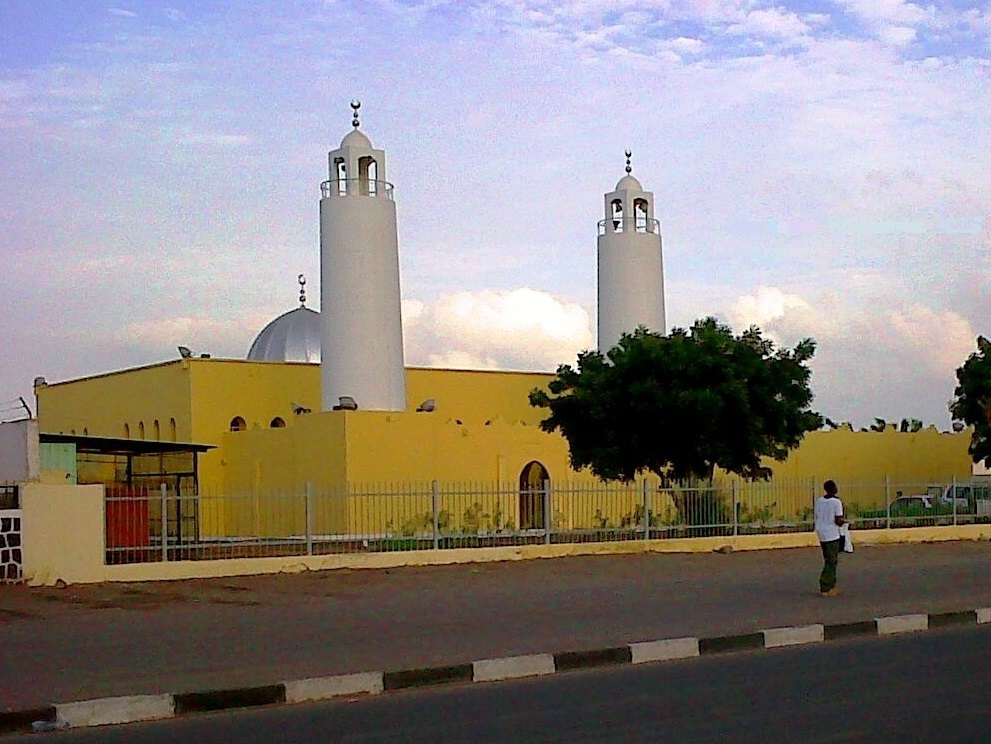